# 茹拉夫林卡 (拉多梅什利區)
50°28′34″N 29°1′54″E / 50.47611°N 29.03167°E
茹拉夫林卡（烏克蘭語：Журавлинка）是烏克蘭北部的村莊，隸屬日托米爾州的日托米爾區。該村面積0.19平方公里，海拔高度179米，2001年人口41，人口密度每平方公里220.43人。